# Nábrók

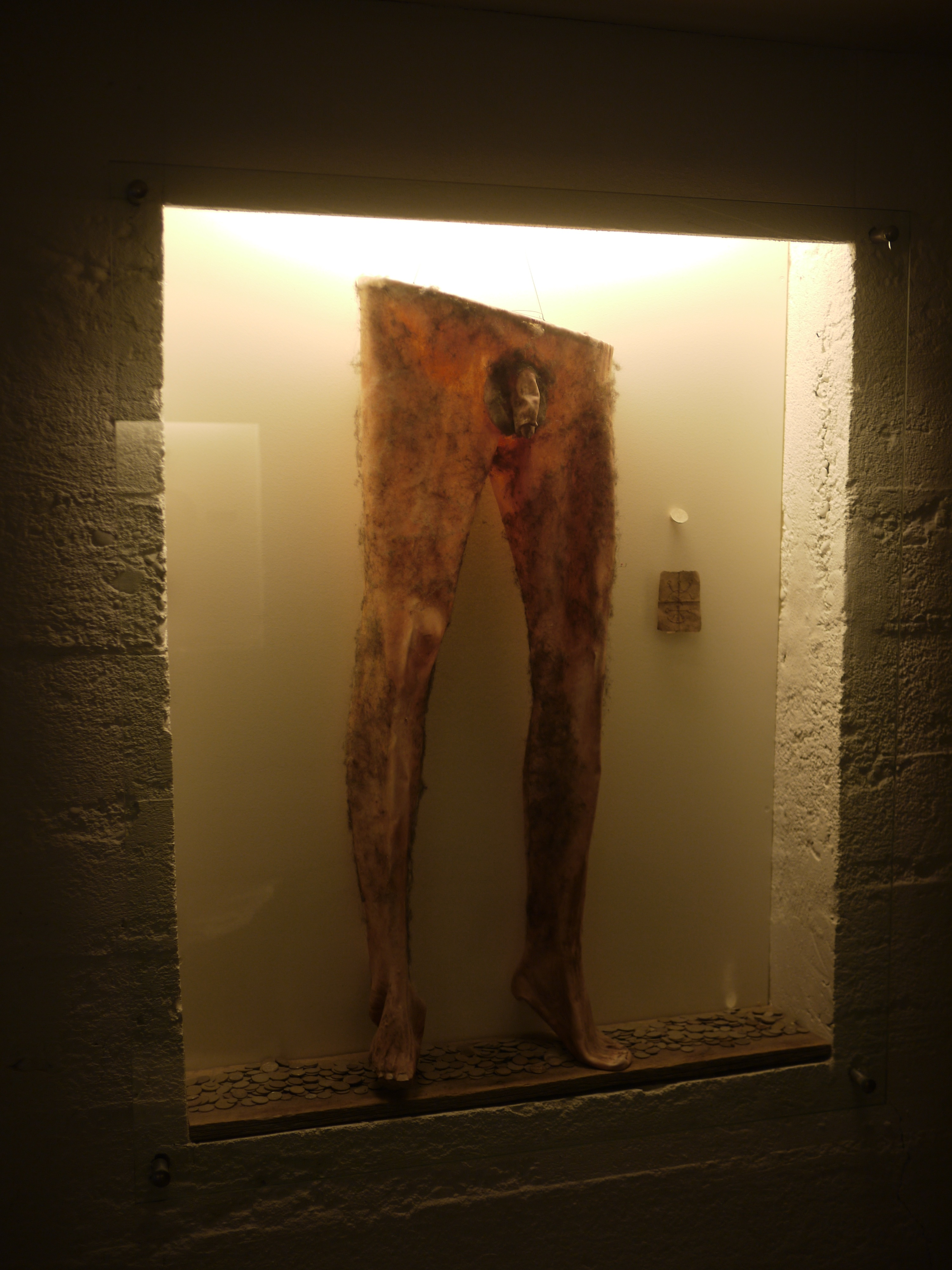
Replik av ett par likbyxor på museet Strandagaldur i Hólmavík.

Nábrók (likbyxor) är byxor framställda av huden från en död man, som enligt isländsk folktro ger ägaren oändligt med pengar. 
Den som vill tillverka ett par likbyxor skall begära tillstånd från en levande man att använda hans hud efter hans död. Efter begravningen grävs den döde upp och huden skalas av i ett enda stycke från midjan och nedåt. Ett mynt, som har stulits från den dödes änka, placeras i den dödes pung tillsammans med ett papper med det magiska tecknet nábrókarstafur. 

Det magiska tecknet nábrókarstafur.

När likbyxorna tas på smälter de samman med bärarens hud och pungen fylls med mynt och fortsätter med det så länge det stulna myntet finns kvar. Byxorna kan ges vidare till en annan person, men han måste kliva i byxbenen ett efter ett så snart den tidigare ägaren klivit ur dem. På så sätt kan byxorna fortsätta att ge pengar i flera generationer.
Legenden om Nábrók är känd från 1600-talet, men det finns inga bevis på att likbyxor någonsin har funnits.